# Municipio de Pearces Mill
El municipio de Pearces Mill (en inglés: Pearces Mill Township) es un municipio ubicado en el  condado de Cumberland en el estado estadounidense de Carolina del Norte. En el año 2000 tenía una población de 14.756 habitantes.

## Geografía
El municipio de Pearces Mill se encuentra ubicado en las coordenadas 35°0′54.64″N 78°56′22.46″O / 35.0151778, -78.9395722.